# Ardisia chrysophyllifolia
Ardisia chrysophyllifolia är en viveväxtart som beskrevs av George King och Gamble. Ardisia chrysophyllifolia ingår i släktet Ardisia och familjen viveväxter. Inga underarter finns listade i Catalogue of Life.